# Agylloides asurella
Agylloides asurella là một loài bướm đêm thuộc phân họ Arctiinae, họ Erebidae.